# Vaixnavismo gaudia
Vaixnavismo gaudia (IAST: Gauḍīya Vaiṣṇavasampradāyaḥ), também conhecido como vaixnavismo de Chaitania, é um movimento religioso hindu vaixnava inspirado por Chaitanya Mahaprabhu (1486–1534) na Índia. Especificamente, faz parte do crixenaísmo―tradições vaixnavitas centradas em Krishna.
Sua base teológica é principalmente a do Bhagavad Gita e do Bhagavata Purana (conhecido na tradição como Srimad Bhagavatam), conforme interpretado pelos primeiros seguidores de Chaitanya, os Seis Goswamis de Vrindavan, como Sanatana Goswami, Rupa Goswami, Jiva Goswami, Gopala Bhatta Goswami e outros.
O foco do vaixnavismo gaudia é a adoração devocional (conhecida como bhakti yoga) de Radha e Krishna, e suas muitas encarnações divinas como as formas supremas de Deus, Svayam Bhagavan. Mais popularmente, essa adoração assume a forma de cantar os nomes sagrados de Radha e Krishna, como "Hare", "Krishna" e "Rama", mais comumente na forma do mantra Hare Krishna, também conhecido como kirtan, e dançar junto com ele. Distingue-se por suas doutrinas e práticas desenvolvidas pelos seus primeiros expoentes, como a do raganuga, a devoção erótica que tem centralidade em suas escrituras.
Ao final do século XIX e início do século XX, Bengala tornou-se centro de um avivamento religioso hindu e o vaixnavismo gaudia influenciou ou serviu de base para alguns de seus novos movimentos religiosos, como o Gaudiya Math, do qual se derivaram algumas instituições com projeção internacional, como a Missão Gaudiya e a conhecida Sociedade Internacional para a Consciência de Krishna, mais frequentemente chamada de "Movimento Hare Krishna". É estimado que há cerca de 30 a 50 milhões de adeptos do vaixnavismo gaudia, concentrando-se em maioria nas regiões de Orissa, Manipur, Bengala Ocidental e Bangladesh.

## Etimologia
Gauḍīyā é um termo derivado êmico que indica tudo o que é relativo à região de Gauda ou aos gaudas. A região originalmente chamada Gaudadexa se estendia ao sul da cordilheira do Himalaia e ao norte dos Montes Víndias, abrangendo as subdivisões de Sarasvata, Kanyakubja, Madia-Gauda, Mitila, Utkala, o que inclui atuais partes de Bengala, Orissa, Bihar, Madia Pradexe, Utar Pradexe, Panjabe e Caxemira. A capital daquela região era localizada no distrito de Malda (Bengala Ocidental), até ser transferida a Navadvipa (atual Maiapura), então chamada Gaudapura. O fundador Chaitania viveu os períodos iniciais de sua vida naquela localidade e lá pregou, então a nomenclatura celebra a origem dessa forma de vaixnavismo.
Alguns estudiosos tiveram a opinião de que, por se referir a uma área geográfica específica, essa nomenclatura seria muito limitada. Propuseram então chamá-lo de vaixnavismo chaitaniaíta ou de Chaitania. Outros também se referem como vaixnavismo de Bengala. Porém, a tradição dos vaixnavas considera uma outra etimologia mais ampla à palavra gauḍīyā, como derivado de guḍā, "melado" ou "doçura", que também é raiz do nome da região. Alguns conferem, assim, uma dimensão espiritual ao termo, como se referindo a um ambiente sagrado que vai além da região material delimitada de Bengala e infundido de uma sensibilidade própria. Os próprios expoentes enfatizam o aspecto de "doçura" de sua doutrina como distinguindo-a da longa história de tradições vaixnavas e como representando sua culminância. Eles afirmam que ela deriva da doce devoção de Rada a Krishna, considerando este amor dela (madhu-sneha) o néctar essencial dos devotos gaudias que fora relevado apenas por Chaitania. Focam em madhurya, o doce amor de Deus, ao invés de no aspecto mais duro de aisvarya ("majestade"). Rabindranath Tagore e outros apontaram que uma característica de Bengala é sua abundância de cana-de-açúcar, permeando também o imaginário poético daquela cultura. Alguns de seus mestres consideram-se acima de tudo devotos de Rada, a partir da qual a devoção a Krishna é gerada.

## Conceitos filosóficos

### Seres vivos
De acordo com a filosofia vaixnava gaudia, a consciência não é um produto da matéria, mas sim uma manifestação da alma. Todos os seres vivos (jivas), incluindo animais e árvores, têm uma alma. Essa alma é distinta do seu corpo físico atual―a natureza da alma é eterna, imutável e indestrutível, sem qualquer nascimento ou morte em particular. A alma não morre quando o corpo morre, mas é transmigrada para outro novo corpo e renasce em um novo corpo. Almas que são cativadas pela natureza ilusória do mundo (Maiá) renascem repetidamente entre 8,4 milhões de espécies de vida neste planeta e em outros mundos, de acordo com as leis do carma e do desejo individual. Isto é consistente com o conceito de samsara encontrado nas crenças hindus, siques e budistas.
Acredita-se que a libertação do processo de samsara (conhecido como moksha) pode ser alcançada por meio de uma variedade de práticas espirituais e, em geral, é o objetivo final da vida. Entretanto, dentro do vaixnavismo gaudia, é bhakti em seu estado mais puro (ou "amor puro a Deus") que é dado como o objetivo final, em vez da libertação do ciclo de renascimentos. Alguns dos primeiros expoentes da tradição vaixnava gaudia afirmaram que no atual iuga, que é Kali Yuga, cantar e entoar os vários nomes sagrados de Deus (Krishna) seria o melhor caminho para a libertação espiritual, pois isso desenvolve o amor ao Deus.

### Pessoa Suprema (Deus)
Um dos aspectos definidores do vaixnavismo gaudia é que Krishna é adorado especificamente como a fonte de todas as encarnações avatáricas de Deus. Os teólogos referem-se ao versículo 1.3.28 do Bhagavata Purana, "krsnastu bhagavan svayam", literalmente "Krishna é o próprio Deus" para apontar para Krishna como o Ser Supremo. Jiva Gosvami chama esta frase de "paribhasha-sutra" (regra definitiva) da teologia da escola vaixnava gaudia e de mahavakya (proposição governante).(p381)
Segundo o pesquisador Krishna Sharma, o bhakti do vaixnavismo gaudia é personalista e teísta, diferente de outras correntes não duais. Isso impactou nos estudos acadêmicos iniciais de bhakti, levando a definições limitadas, pois os pesquisadores tiveram contato primeiro em grande medida com o bhakti vaixnava gaudia. Assim, Sharma afirmou que "é a tradição bhakti de Chaitanya e sua escola Gauḍīya de vaixnavismo que mais se conforma com a atual definição acadêmica de bhakti".

### Unidade e diferença inconcebíveis
Uma parte particularmente distinta da filosofia Gaudiya Vaishnava defendida por Chaitanya Mahaprabhu é o conceito de Achintya Bheda Abheda, que se traduz em "unidade e diferença inconcebíveis" no contexto do relacionamento da alma com Krishna, e também o relacionamento de Krishna com suas outras energias (ou seja, o mundo material),
Em qualidade, a alma (jiva) é descrita como sendo idêntica a Deus, mas em termos de quantidade, os jivas individuais são considerados infinitesimais em comparação ao Ser Supremo ilimitado.
Esta filosofia busca superar a divisão existente entre o monismo puro (Deus e a alma como uma entidade) e o dualismo puro (Deus e a alma como absolutamente separados), escolas opostas na filosofia hindu. Ela integra e incorpora conceitos do não dualismo qualificado praticados pela antiga escola védica Vishishtadvaita, do Dvaita Vedanta de Madhvacharya, do Dvaita Advaita Vada (dualismo monístico) de Nimbarka e do Shuddhadvaita (não dualismo puro) de Vishnuswami.

### Sat Sandarbhas
Jiva Goswami escreveu Sat Sandarbhas como uma análise do Bhagvata Purana para elaborar a filosofia de Chaitanya Mahaprabhu. Os seis tratados são:(376–384)
- Tattva: define a realidade absoluta, lidando com epistemologia e ontologia. Estabelece o Bhagavata Purana como o pramana supremo
- Bhagavat: elabora a natureza de Bhagavan, a manifestação completa entre os três aspectos da realidade absoluta mencionados no Bhagavata Purana 1.2.11. Brahman, Paramatma e Bhagavan são três aspectos da Realidade Absoluta, conforme percebidos por diferentes tipos de aspirantes espirituais.[38]
- Paramatma: descreve Paramatma como uma manifestação parcial de Bhagavan
- Krishna: argumenta que Krishna é supremo
- Bhakti: descreve o processo de atingir o amor por Krishna, bhakti ou devoção. Descreve dois tipos de bhakti: misto e puro.[39]
- Priti: argumenta que priti (amor) por Bhagavan é o objetivo mais elevado (prayojana) da vida

## Atividades devocionais

### Bactiioga
O processo prático de realizar atos devocionais na vida de alguém é descrito como bhakti ou bhakti-yoga, e é apoiado por atividades de nove tipos diferentes. As duas divisões distintas de sadhana-bhakti são vaidhi-bhakti e raganuga-bhakti. Rupa Goswami define vaidhi-bhakti como aquele bhakti que é adotada não por gosto natural, mas pela consideração de injunções escriturais. Raganuga-bhakti, por outro lado, segue ragatmika-bhakti, o bhakti presente nos associados eternos de Krishna, que é conduzido por raga, uma absorção natural no objeto de serviço. Ele descreve as duas categorias do bhakti mais elevado como bhava-bhakti (devoção por meio de sentimentos de emoção intensa) e prema-bhakti (devoção de amor). As duas são intensidades essencialmente diferentes da mesma participação na devoção por meio da expressão emocional. A conclusão de Jiva Goswami em Bhakti Sandarbha é que raganuga-bhakti é o único abhidheya, processo viável, recomendado pelo Bhagavatam. O objetivo de raganuga-bhakti é que o jiva perceba sua verdadeira natureza essencial.
Em suas orações Siksastaka, Chaitanya compara o processo de bhakti-yoga ao de limpar um lugar sujo de poeira, onde nossa consciência é o objeto que precisa de purificação. Essa purificação ocorre em grande parte por meio do canto e da entoação dos nomes de Radha e Krishna. Especificamente, o Hare Krishna (mantra) é entoado e cantado pelos praticantes diariamente, às vezes por muitas horas por dia. Famosamente dentro da tradição, um dos associados próximos de Chaitanya Mahaprabhu, Haridasa Thakur, teria cantado 300.000 nomes sagrados de Deus todos os dias.

### Dieta e estilo de vida
Os vaixnavas gaudias seguem uma dieta vegetariana, abstendo-se de todos os tipos de carne animal, peixe e ovos. Cebola e alho também são evitados, pois acredita-se que eles promovem uma forma tamásica e rajásica de consciência no comedor. Alguns vaixnavas gaudias, principalmente da ISKCON e Gaudiya Matha, também evitam a ingestão de cafeína, pois acreditam que ela é viciante e intoxicante.

### Atitude em relação às escrituras
As tradições vaixnavas chaitaniaítas referem-se aos escritos de acharyas anteriores em sua respectiva linhagem ou sampradya como interpretações autorizadas das escrituras. Enquanto muitas escolas como o esmartismo e advaitismo encorajam a interpretação das escrituras filosófica e metaforicamente e não muito literalmente, o vaixnavismo de Chaitania enfatiza o significado literal (mukhya vṛitti) como primário e o significado indireto (gauṇa vṛitti) como secundário: sākṣhād upadesas tu shrutih―"As instruções do shruti-shāstra devem ser aceitas literalmente, sem interpretações fantasiosas ou alegóricas."

## Sampradaya e parampara
Uma tradição Guru-shishya ("linhagem" ou parampara) denota uma sucessão de professores e discípulos dentro de algum sampradaya (escola, tradição). De acordo com a tradição, o vaixnavismo gaudia como subescola pertence ao Brahma Sampradaya, uma das quatro escolas vaixnavitas "ortodoxas". Diz-se que Chaitanya Mahaprabhu foi discípulo de Isvara Puri (fl. século XIV), que foi discípulo de Madhavendra Puri (fl. século XIV), que foi discípulo de Lakshmipati Tirtha (1420–1487), que foi discípulo de Vyasatirtha (1469–1539) do Madhva Sampradaya. Os vaixnavas gaudias chamam sua tradição de "Brahma-Madhva-Gaudiya Sampradaya", que se origina de Brahma e tem Madhvacharya como o acharya original e Chaitanya Mahaprabhu como o acharya-sucessor.
No entanto, esse ponto tradicional é pelo menos discutível. Alguns estudiosos modernos e autores confessionais avaliam criticamente e associam a filiação do vaixnavismo gaudia à tradição Madhva. Por exemplo, o famoso indologista e historiador religioso americano Guy L. Beck, com relação ao Chaitanya Sampradaya, observa os seguintes eventos históricos. A primeira vez que a afiliação Brahma-Madhva do vaixnavismo gaudia foi proposta por Baladeva Vidyabhushana foi no século XVIII. E até hoje, não há menção de Chaitanya nos anais do Madhva Sampradaya. Para os pesquisadores, isso significa originalidade e não filiação do vaixnavismo gaudia com outros ramos anteriores. Ao mesmo tempo, há um consenso entre os estudiosos de que Chaitanya foi iniciado pelos dois gurus de um grupo de orientação vaixnava dentro da ordem Dashanami de Adi Xancara.
O Prameya Ratnawali do acima mencionado gaudiya-acharya Baladeva Vidyabhushana contém a seguinte lista canônica de sucessão discipular: Krishna, Brahma, Narada, Vyasa, Madhva, Padmanabha, Nrihari, Madhava, Akshobhya, Jayatirtha, Gyanasindhu, Dayanidhi, Vidyanidhi, Rajendra, Jayadharma, Purushottama, Brahmanya, Vyasatirtha, Lakshmipati Tirtha, Madhavendra Puri, Isvara Puri e Chaitanya.
Uma característica da sucessão gaudia de mestres espirituais deve ser considerada. Chaitanya se recusou a iniciar formalmente alguém como discípulo, apenas inspirando e guiando seus seguidores. Chaitanya não fundou a comunidade nem nomeou um sucessor. É por isso que, desde o início, a sampradaya foi dividida em várias linhas de sucessão que praticamente não estavam conectadas entre si e que ainda existem hoje. Um deles, a saber, o Gaudiya-Sarasvata Sampradaya, pertence à conhecida Sociedade Internacional para a Consciência de Krishna.

## História

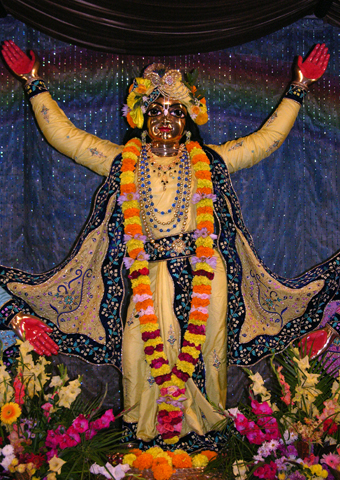
Um Vigraha de Caitanya Mahaprabhu no templo da ISKCON, Mayapur

### Chaitanya Mahaprabhu
Chaitanya Mahaprabhu (1486–1534) foi um mestre espiritual bengali que fundou o vaixnavismo gaudia. Seus devotos acreditam que ele é o próprio Krishna, que apareceu na forma de Seu próprio devoto para ensinar às pessoas deste mundo o processo de bhakti e como atingir a perfeição da vida. Eles dizem isso com várias evidências nas escrituras. Diz-se que Chaitanya Mahaprabhu foi discípulo de Isvara Puri, que foi discípulo de Madhavendra Puri, que foi discípulo de Lakshmipati Tirtha, que foi discípulo de Vyasatirtha (1469–1539) do Sampradaya de Madhvacharya. Ele popularizou o canto do mantra Hare Krishna e compôs os Siksastakam (oito orações devocionais) em sânscrito. Seus seguidores o reverenciam como um Krishna com o humor e a aparência de sua fonte de inspiração Radha.

### Crescimento inicial

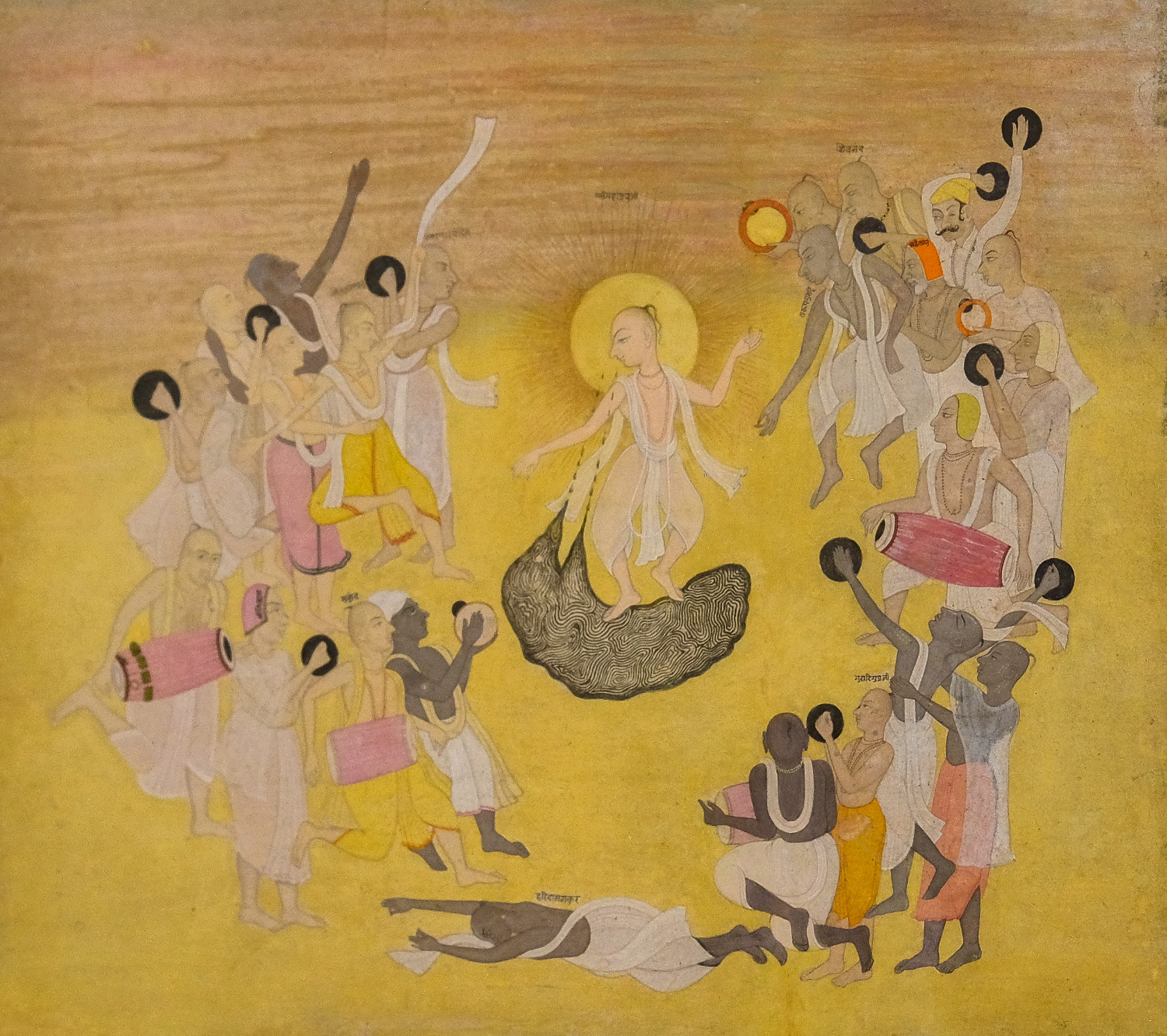
Chaitania dança com seguidores em uma poça de suas próprias lágrimas. Os seguidores incluem Śivananda, Śrī[?] Rūpa Gusāṁī, Murāri Guptajī, [ilegível], Haridāsa Ṭhākura, Mukuṁda, Nityānanda Prabhu e [ilegível] Paṁḍita. Pintura de Kisangarh, c. 1750.

A tradição vaixnava cresceu em Bengala por meio da consolidação de diversos centros e linhagens pelos seguidores de Chaitania, após a morte dele. Dentre os principais, incluem-se Nityananda, Advaita Acharya e Narahari Sarkar, cada um criando instituições em seus locais particulares. Houve também difusão por meio de poetas de padavalis, que celebravam a vida pré-monástica de Chaitania.
Os próximos grandes nomes foram os Seis Gosvamis de Vrindavan, que conheceram Chaitania e produziram obras teológicas sistemáticas da doutrina. Os seis eram Rupa Goswami, Sanatana Goswami, Gopala Bhatta Goswami, Raghunatha Bhatta Goswami, Raghunatha dasa Goswami e Jiva Goswami. 
Todos eles em algum momento se estabeleceram em Vrindavan, na região de Utar Pradexe, e não retornaram a Bengala. Foram importantes também no estabelecimento de instituições, restaurando aquela cidade como um centro de peregrinação, acolhendo visitantes de Bengala e frequentemente atuando como divulgadores e professores do vaixnavismo gaudia. Eles conseguiram proteção e patrocínio do Império Mogol, pelo que foram estabelecidos templos e bibliotecas, além de restaurarem locais de devoção associados a Rada-Críxena. Na segunda geração da tradição, Narottama, Srinivasa e Shyamananda, três alunos de Jiva Goswami, o mais jovem entre os seis Goswamis, foram fundamentais na disseminação da teologia por Bengala e Orissa.
O festival de Kheturi (na década de 1570), presidido por Jahnava Thakurani, esposa de Nityananda Rama, foi a primeira vez que os líderes dos vários ramos dos seguidores de Chaitanya Mahaprabhu se reuniram. Por meio desses festivais, membros da tradição pouco organizada conheceram outros ramos, juntamente com suas respectivas nuances teológicas e práticas. Não obstante, a tradição manteve sua natureza plural, não tendo autoridade central para presidir seus assuntos. O festival de Kheturi permitiu a sistematização da teologia vaixnava gaudiya como um ramo distinto da teologia vaixnava.
O vaixnavismo gaudia abriu espaço para homens e mulheres marginalizados, mas não se pode dizer que revolucionou o sistema de castas. O alto escalão do movimento pertencia a castas superiores. Um exemplo, infrequente, de liderança feminina foi a esposa de Advaita Acharya, Sita Devi, que era guru e tornou-se líder de seu grupo após a morte de seu marido.

### Século XVII–XVIII

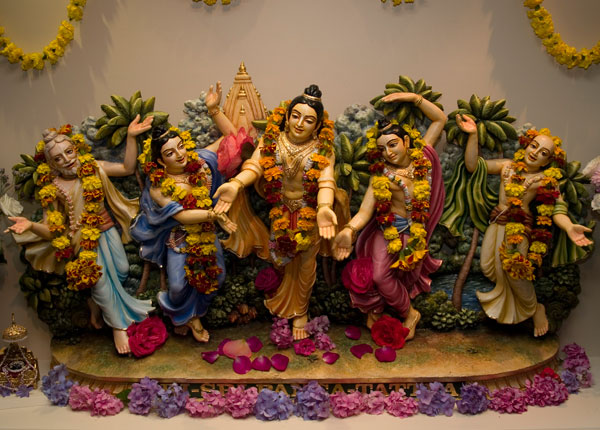
Deidades Pancha-Tattva: Chaitanya Mahaprabhu, Nityananda, Advaita Acharya, Gadadhara e Srivasa, instaladas num templo Gaudiya Vaishnava

O vaixnavismo gaudia continuou se espalhando para Orissa e a norte e leste de Bengala. No começo do século XVII, o regente de Tripurá havia se convertido ao movimento.
Durante os séculos XVII e XVIII, houve um período de declínio geral na força e popularidade do movimento, seu "estado letárgico", caracterizado pela diminuição da pregação pública e pelo aumento de pessoas que seguiam e promoviam os ensinamentos e práticas tântricas. Esses grupos são chamados de apasampradayas pelos chaitaniaítas.
No século XVII, Vishvanath Chakravarti Thakur teve grande mérito em esclarecer questões doutrinárias centrais sobre a prática de raganuga-bhakti. Seu aluno Baladeva Vidyabhushan também foi prolífico e escreveu um famoso comentário sobre o Vedanta-sutra chamado Govinda Bhashya.

#### Vaixnavismo manipuri
O vaixnavismo manipuri é uma forma regional de vaixnavismo gaudia com um papel de formação cultural entre o povo meitei no estado de Manipur, no nordeste da Índia. Lá, após um curto período de penetração do ramaísmo, o vaixnavismo gaudia se espalhou no início do século XVIII, especialmente a partir do segundo trimestre. Rajá Gharib Nawaz (Pamheiba) foi iniciado na tradição de Chaitania. O governante mais devoto e propagandista do Gaudiya Vaishnavismo, sob a influência dos discípulos de Natottama Thakura, foi o rajá Bhagyachandra, que visitou a sagrada Nabadwip. A dança Rasa Lila tornou-se uma característica da tradição folclórica e religiosa regional.

### Século XIX
São poucos ainda os estudos sobre a tradição do vaixnavismo na Bengala Colonial. Houve algumas figuras da nova classe de elite influenciada pelo Ocidente, os bhadralok, que seguiam o vaixnavismo de Chaitania e o ajudaram a difundir, como Bankim Chandra Chattopadhyay (1838-1894), Kedarnath Datta "Bhaktivinod" (1838-1914) e os descendentes Sylheti de Advaita Acarya. Com o domínio britânico, o poder islâmico foi substituído por um patrocínio e simpatia da aristocracia hindu, que valorizavam mais as doutrinas xactas assertivas e se distanciavam do etos vaixnava mais acomodador. Muitos britânicos depreciavam o que consideravam como "sentimentalismo" ou "indecência" da doutrina emocional dos vaixnavas gaudias ou dos cultos populares de Radha-Krishna, o que afetou muitos dos bhadralok bengaleses tradicionalmente vaixnavas, que se distanciaram dessa doutrina ou passaram mesmo a criticá-la. Um dos maiores críticos foi Raja Rammohun Roy, fundador do Brahmo Samaj. Outro foi o escritor Bankim Chandra Chatterjee. Houve porém, posteriormente, um reavivamento vaixnava mesmo dentro do movimento Brahmo, em que alguns trouxeram elementos revisionistas e incorporaram o vaixnavismo de Chaitania à religiosidade bhadralok, dentre eles Bijay Krishna Goswami (1841-1897) e Bipin Chandra Pal (1858-1932).. A ênfase de bhakti veio a substituir a filosofia utilitária-positivista em voga nas décadas de 1880 e 1890. Ele foi popularizado primeiro por Ramakrishna e depois pelo jornal diário Amrita Bazar Patrika, fundado por Sishir Kumar Ghosh, que se esforçou em fomentar a devoção ao culto de Chaitania.
Em 1815, segundo o missionário William Ward ao menos um terço da população bengali seguia alguma forma de vaixnavismo. Na década de 1900, é consistente a medida de que três quartos da população de Bengala seguia o xactismo, e um relato aponta que os seguidores do vaixnavismo gaudia lá constituíam cerca de 7,5% da população. É uma tendência que ainda se encontra até hoje a de que grande maioria da população bengalesa segue a doutrina xacta, porém há um pesquisador que afirma que devoções não mistas e exclusivas a uma divindade são mais raras, o que o leva a estimar um tal grupo xacta a apenas de 10%, abrindo espaço para outras denominações e influências.
O interesse no vaixnavismo bengali também cresceu não apenas entre seguidores e organizações diretamente associadas à doutrina, mas também por pesquisadores literários que focaram no movimento bhakti medieval, dentre eles os compiladores de líricas vaixnavas como Arshay Chandra Sarkar, Sarada Charan Mitra, Jagatbandhu Bhadra, Satish Candra Ray, Shrishachandra Majumdar, Rabindranath Tagore e Dinesh Chandra Sen. No final do século XIX, diversas pequenas editoras contribuíram com divulgações vaixnavas bengalis, descentralizando essa doutrina que antes se concentrava em torno de Calcutá. Outros movimentos gerais de divulgação do hinduísmo podem também ser considerados nisso.

### Século XX

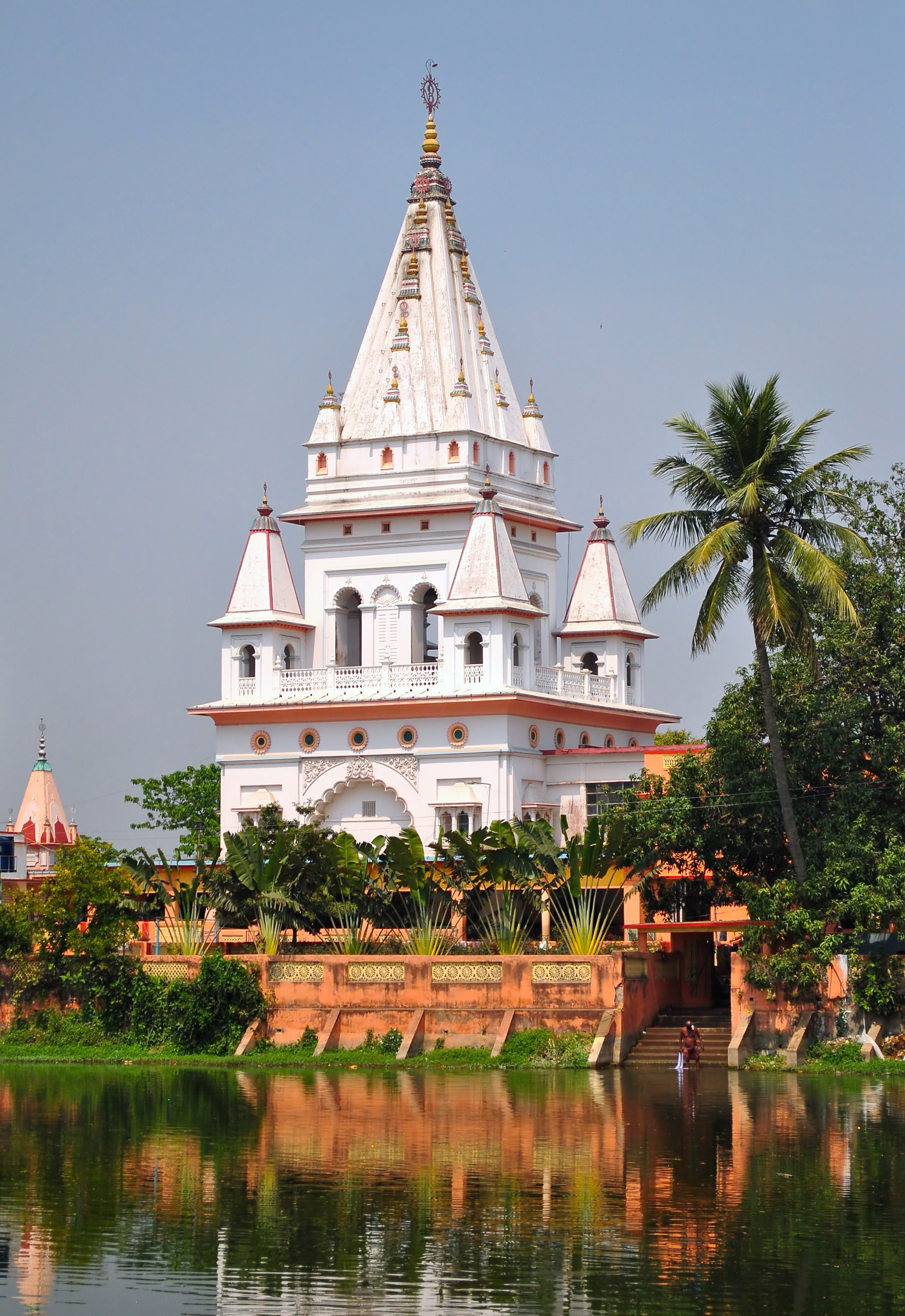
Templo Yogapith no local de nascimento de Chaitanya em Mayapur, estabelecido na década de 1880 por Bhaktivinoda Thakur, atualmente administrado pelo Sri Chaitanya Math.

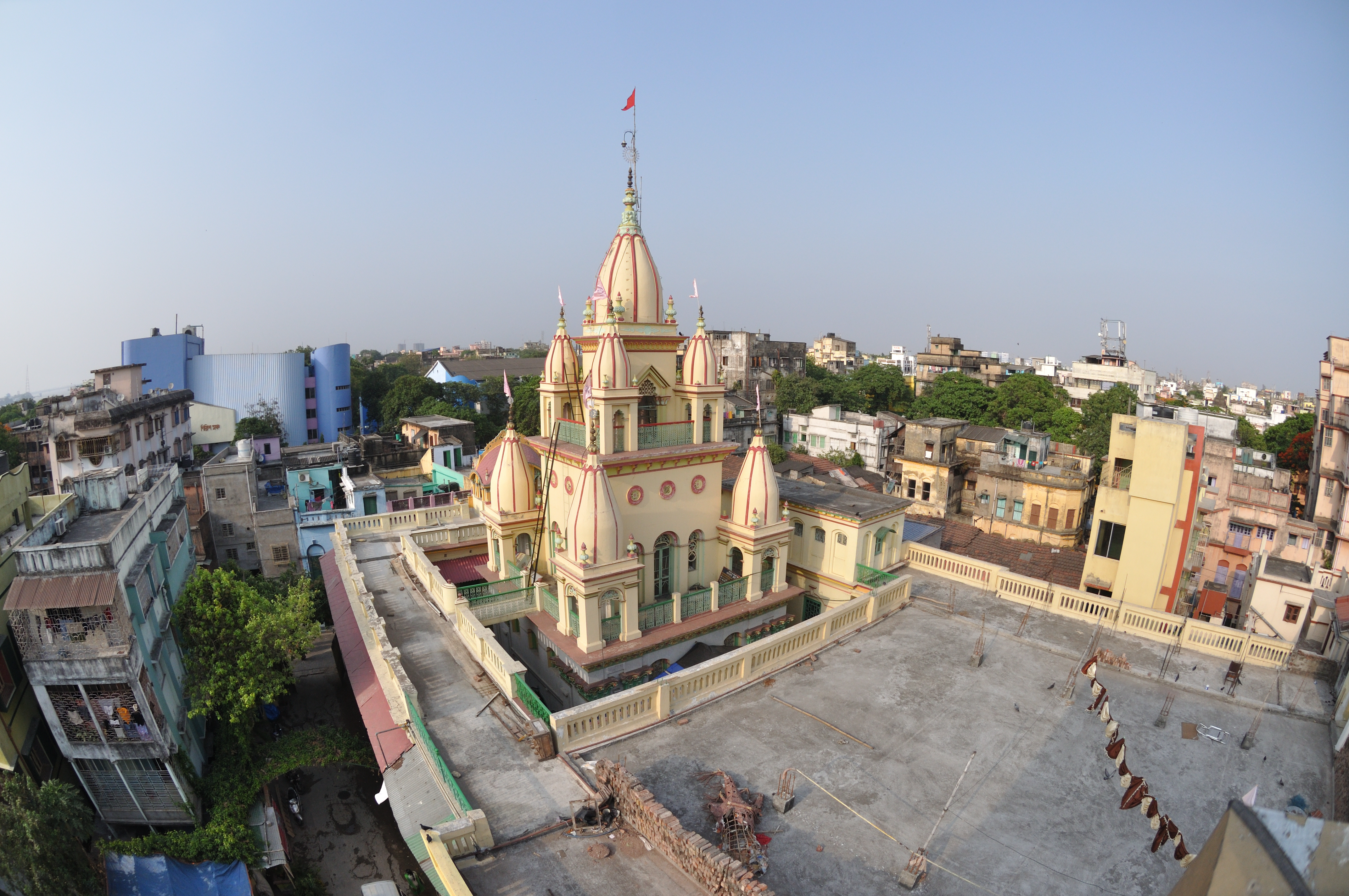
Sri Gaudiya Math (Calcutá, fundada em 1930) é a sede formal da Gaudiya Math, agora sede da Gaudiya Mission.

Desde o início do movimento bhakti de Chaitanya em Bengala, Haridasa Thakur e outros muçulmanos de nascimento foram participantes. Esta abertura recebeu um impulso da visão de mente aberta de Bhaktivinoda Thakur no final do século XIX, da missão de Baba Premananda Bharati nos Estados Unidos no início do século XX e foi institucionalizada por Bhaktisiddhanta Sarasvati Thakur em sua Gaudiya Math no século XX.
Um renascimento começou no início do século XX, tanto na Índia quanto no Ocidente. Um pioneiro da missão vaixnavita gaudia no Ocidente foi Baba Premananda Bharati (1858–1914), autor de Sree Krishna – the Lord of Love (1904) – o primeiro tratamento completo do vaixnavismo gaudia em inglês, que, em 1902, fundou a curta sociedade "Krishna Samaj" na cidade de Nova Iorque e construiu um templo em Los Angeles. Ele pertencia ao círculo de adeptos do guru Prabhu Jagadbandhu com ensinamentos semelhantes à missão posterior da ISKCON. Seus seguidores formaram várias organizações, incluindo a extinta Ordem do Serviço Vivo e o Templo da Verdade Universal AUM.
Acredita-se que a mudança de reforma do tradicional vaixnavismo gaudia de casta do século XIX tenha ocorrido em grande parte na Índia devido aos esforços de um pregador particularmente hábil conhecido como Bhaktivinoda Thakur, que também ocupou o cargo de vice-magistrado do governo britânico. O filho de Bhaktivinoda Thakur cresceu e se tornou um eminente estudioso e um pregador Vaishnava altamente influente, e mais tarde ficou conhecido como Bhaktisiddhanta Sarasvati . Em 1920, Bhaktisiddhanta Sarasvati fundou a Gaudiya Math na Índia e, mais tarde, sessenta e quatro mosteiros Gaudiya Matha na Índia, Birmânia e Europa. Em 1933, o primeiro centro de pregação europeu foi estabelecido em Londres (London Glouster House, Cornwall Garden, W7 South Kensington) sob o nome de "Gaudiya Mission Society of London".
Logo após a morte de Bhaktisiddhanta Sarasvati (1 de janeiro de 1937), uma disputa começou, que dividiu a missão original da Gaudiya Math em dois órgãos administrativos que ainda existem hoje. Em um acordo, eles dividiram os sessenta e quatro centros Gaudiya Math em dois grupos: o Sri Chaitanya Math liderado por Bhakti Vilasa Tirtha Maharaj e a Gaudya Mission liderada por Ananta Vasudev (Bhakti Prasad Puri Maharaj).
Muitos dos discípulos de Bhaktisiddhanta Sarasvati discordaram do espírito dessas duas facções e/ou iniciaram suas próprias missões para expandir a missão de seu guru. Na década de 1960, um dos seus discípulos, A. C. Bhaktivedanta Swami Prabhupada, foi para o Ocidente para espalhar o vaixnavismo gaudia e estabelecer a Sociedade Internacional para a Consciência de Krishna (ISKCON), "o mais bem-sucedido dos rebentos da Gaudiya Math", uma organização que continua até hoje.
No entanto, apesar do trabalho missionário ativo da reformada Gaudiya Math e seus seguidores, a maior parte da comunidade vaixnava gaudia na Índia permaneceu sob a influência de brâmanes hereditários: goswamis, que administram antigos e famosos templos Gaudiya, como um exemplo, o Templo Radha Raman em Vrindavan e seu proeminente estudioso-acharya Shrivatsa Goswami.

## Gaudia e outras escolas vaixnavas
Embora compartilhem um conjunto comum de crenças fundamentais, há uma série de diferenças filosóficas que distinguem o vaixnavismo gaudia de outras escolas vaixnavas:
- No vaixnavismo gaudia, Krishna é visto como a forma original de Deus, ou seja, a fonte de Vishnu e não como Seu avatar. Isto é baseado principalmente no versículo 1.3.28 do Bhagavata Purana (krsnas tu bhagavan svayam).[104]
- Chaitanya Mahaprabhu é adorado como o mais recente, ou seja, o nono avatar de Krishna a descer na atual iuga, ou era. Outras sampradayas veem Chaitanya apenas como um devoto de Krishna, e não o próprio Krishna ou uma forma de avatar. De acordo com suas biografias, Chaitanya não se exibia como Krishna em público, e, de fato, evitaria ser tratado como tal. A este respeito, A. C. Bhaktivedanta Swami afirma: "[Quando] abordado como Senhor Krishna, Ele negou. Na verdade, Ele às vezes colocava as mãos sobre os ouvidos, protestando que não se deveria ser abordado como o Senhor Supremo".[105] Rupa Goswami, quando conheceu Chaitanya, compôs o seguinte verso mostrando sua crença na divindade de Chaitanya Mahaprabhu:[106]

"Ó encarnação mais munificente! És o próprio Krishna aparecendo como Sri Krishna Caitanya Mahaprabhu. Assumiste a cor dourada de Srimati Radharani, e distribuis amplamente o amor puro de Krishna. Oferecemos nossas respeitosas reverências a Ti."
Embora este ponto de vista fora da tradição Gaudiya tenha sido contestado, os seguidores de Chaitanya provam isso apontando versos em toda a literatura purânica como evidência para apoiar esta afirmação. Evidências como o verso Krishna-varnam SB 11.5.32 têm muitas interpretações por estudiosos.